# Jonny Lang
Jonny Lang (Fargo, 29 januari 1981) is een Amerikaanse blues- en gospelzanger.

## Biografie
Lang begon op zijn twaalfde met gitaar spelen, nadat zijn vader hem meenam naar Bad Medicine Blues Band, een van de weinige bluesbands in Fargo. Niet lang daarna nam Lang gitaarlessen van Ted Larsen, de gitarist van de Bad Medicine Blues Band. Na een paar maanden gitaarles stapte Lang in de band, die de naam toen veranderde in Kid Jonny Lang & The Big Bang.
De band verhuisde naar Minneapolis, Minnesota en gaven het album Smokin uit. In 1996 tekende Lang voor een contract bij A&M Records. Op 28 januari 1997 gaf Lang het multi-platina album Lie to Me uit. Het volgende album, Wander This World, werd uitgegeven op 20 oktober 1998 en werd genomineerd voor een Grammy. Vervolgend kwam op 14 oktober 2003 het album Long Time Coming uit. Lang maakte een cover van Edgar Winters Dying to Live. Langs nieuwste gospelbeïnvloedde album, Turn Around, kwam uit in 2006. In 2006 ontving Lang een Grammy.
Meer dan tien jaar actief in de muziekwereld, toerde Lang met The Rolling Stones, Aerosmith, B.B. King, Blues Traveler, Jeff Beck, en Sting. In 1999 werd Lang uitgenodigd om op te treden voor het Witte Huis-publiek, met daaronder onder meer de toenmalige president Bill Clinton en Hillary Clinton. In 2004 vroeg Eric Clapton aan Lang om op te treden tijdens het Crossroads Guitar Festival om geld in te zamelen voor het Crossroads Centre Antigua.

## Muziekmateriaal
Lang speelt voornamelijk op een Telecaster Thinline, gemaakt door de Fender Custom Shop, en soms op een Gibson Les Paul. Hij gebruikt een Route 66-pedaal en een standaard Wah Wah-pedaal voor sommige nummers. Live speelt hij versterkt door een Fender Vibro King Amp.

## Bandpersoneel
Van 1993 tot 1996 was Langs achtergrondband The Big Bang. Deze groep bestond uit de drie oprichters van de Bad Medicine Blues Band: Ted Larsen op gitaar, zijn broer Michael Rey Larsen op drum en Jeff Hayes op basgitaar. Keyboardist Bruce McCabe trad in de band in 1995, nadat Lang en zijn jonge band hem imponeerde met hun setopening voor McCabe's band, The Hoopsnakes.
Van 1996 tot 2004 waren Paul Diethelm op gitaar, Bruce McCabe op keyboard, Doug Nelson op basgitaar en Billy Thommes op drum zijn achtergrondband. Nelson overleed na een verkeersongeluk in 2000 en werd vervangen door Billy Franze. Franze werd in 2003 vervangen door James Anton. Saxofoonspeler David Eiland kwam er in 2000 bij. In 2005 verving Lang de gehele band behalve Anton, en verscheen op akoestische gitaar. Hij trad op met Wendy Alane Wright tijdens de 2000 pre-Grammy party. Gitarist Reeve Carney was Langs openingsact voor verscheidene shows in 2005, 2006 en 2007.

## Persoonlijk leven
Lang trouwde op 8 juni 2001 met zijn vriendin Haylie Johnson. Samen hebben ze een tweeling, Raimy en Saylor, en een dochter Renn. Ze leven in Los Angeles, Californië. Lang keerde zich tot het Christendom na de dood van de vader van zijn vrouw in 2002.

## Discografie
- Smokin (Kid Jonny Lang & The Big Bang) (1995)
- Lie to Me (1997)
- Wander This World (1998)
- Long Time Coming (2003)
- Turn Around (2006)
- Fight For My Soul (2013)
- Signs (2017)

## Gastverschijningen
- 1997 A Very Special Christmas 3, speelt in het nummer "Santa Claus is Back in Town."
- 1998 Blues Brothers 2000, origele soundtrack, speelt in het nummer "634-5789 (Soulsville, U.S.A.)."
- 1998 Heavy Love, album van Buddy Guy, speelt in het nummer "Midnight Train."
- 1999 Loud Guitars, Big Suspicions, album van Shannon Curfman, speelt op meerdere nummers en schreef "Love Me Like That."
- 2000 It Ain't Nothin' But The Blues, originele cast opname, speelt in het nummer "Someone Else is Steppin' In" en "The Thrill Is Gone."
- 2000 This Time Around, album van Hanson, speelt op "You Never Know", "Runaway Run" en "Hand in Hand"
- 2001 Been a Long Time, album van Double Trouble, speelt op "Ground Hog Day" samen met Gordie Johnson of Big Sugar.
- 2005 Possibilities, album van Herbie Hancock, Lang zingt en speelt gitaar in het nummer "When Love Comes to Town".
- 2007 A Deeper Level, album van Israel Houghton, Lang speelt gitaar en zingt een duet met Israel in het nummer "You Are Not Forgotten".
- 2010  I Ain't Superstitious, album van Carlos Santana Santana Featuring Jonny Lang / Lang, Jonny - I Ain't Superstitious

## Filmografie en televisieverschijningen
- 1998 Blues Brothers 2000
- 1998 The Drew Carey Show aflevering "In Ramada Da Vida" (cameo)